# جينار أندرينوا
جينار أندرينوا (بالإسبانية: Genar Andrinua) ، من مواليد 9 مايو 1964 ، لاعب كرة قدم إسباني سابق. شارك مع منتخب إسبانيا لكرة القدم في كأس العالم عام 1990.

## مسيرته الكروية
لعب جينار أندرينوا خلال مسيرته الاحترافية مع 3 أندية في سبعة عشر موسمًا وسجل خلالها 27 هدفًا ضمن 443 مباراة. حيث فاز في موسم واحد بالكأس وفي موسم واحد بالدوري.
خاض جينار أندرينوا مسيرته مع نادي أتلتيك بيلباو ب في موسم 1982–83 في المرة الأولى ولمدة موسمين ثم في موسم 1984–85 لمدة موسم واحد، مشاركًا طوالها في 105 مباراة سجل خلالها 9 أهداف. ثم انتقل إلى نادي أتلتيك بيلباو في موسم 1983–84 في المرة الأولى ولمدة موسمين ثم في موسم 1986–87 ليلعب معه أحد عشر موسمًا، حيث شارك طوالها في 304 مباراة سجل خلالها 16 هدفًا. لينتقل بعدها إلى نادي ريال بلد الوليد في موسم 1985–86 لمدة موسم واحد، مشاركًا في 34 مباراة سجل خلالها هدفين.

## روابط خارجية
- جينار أندرينوا على موقع الاتحاد الدولي (مؤرشف)  (الإنجليزية)
- جينار أندرينوا على موقع قاعدة بيانات كرة القدم.إي يو (الإنجليزية)
- جينار أندرينوا على موقع ناشيونال فوتبول تيمز (الإنجليزية)
- جينار أندرينوا على موقع عالم كرة القدم.نت (الإنجليزية)